# Grigorij Jevszejevics Zinovjev
Grigorij Jevszejevics Zinovjev (oroszul Григорий Евсеевич Зиновьев), született Jeliszavetgradban (ma Kropivnickij, Ukrajna), 1883. szeptember 23-án (Julián naptár szerint szeptember 11-én), kivégezték Moszkvában, 1936. augusztus 25-én. Eredeti neve Ovszej-Gerson Aronovics Radomiszlszkij (Овсей-Гершен Ааронович Радомысльский). Ifjúkorában anyja után a Hirsch-Apfelbaum (Гершен-Апфельбаум) nevet is használta. Bolsevik politikai és gazdasági vezető, szónok, a marxizmus–leninizmus egyik fő teoretikusa.

## Fiatalkora
Kispolgári zsidó családba született. Apja tejgazdaság tulajdonosa volt. 16–17 éves korától lett a szociáldemokrata mozgalom tagja. 1902-ben a rendőrség elől külföldre menekült. Élt Berlinben, Párizsban és Bernben. Ezen időszak alatt ismerkedett meg Leninnel. Az Oroszországi Szociáldemokrata Munkáspárt (OSZDMP) II. kongresszusán nem vett részt, de a bolsevikokat támogatta. 1903-ban hazatért, de 1904-ben betegségét már Svájcban kezeltette, itt találkozott Lunacsarszkijjal. 1905-ben részt vett az OSZDMP V. kongresszusán Londonban. A KB tagja lett 1907-ben és megint hazatért Oroszországba. 1908-ban lecsukták, de mivel szívbaja kiújult, ezért viszonylag hamar szabadon engedték. Az 1910-es években a szentpétervári szervezetben dolgozott. A háború előtt ismét külföldre ment. Az emigrációban Leninnel és Kamenyevvel dolgozott együtt, közös munkáikat a Marxizmus és likvidátorság című kötetben adták ki. A mensevik sajtó története Oroszországban című cikkét is Leninnel közösen írja. Háborúellenes pamfletjük: A háború és a szocializmus.

## 1917-ben a KB tagjaként
1917-ben Zinovjev hazatér, az áprilisi kongresszuson beválasztják a KB-be. A júliusi felkelés után Jemeljanov munkás házhelyén, egy gallykunyhóban lakik Leninnel. Októberben szembemegy a fegyveres megmozdulásról határozatot hozó KB többségével, és Gorkij lapjában, a Novaja Zsiznyben, október 10-én cikket jelentet meg, miszerint ők nem támogatják a fegyveres felkelést. Ezt szokás volt úgy interpretálni a rendszerváltás előtt, hogy Zinovjev és Kamenyev elárulták Lenint, és a forradalmat. Valójában nagyjából mindenki tudott a tervezett megmozdulásról. Az SZKP ezt a ballépést Lenin javaslatára elnézte nekik.

## Az országos politikában
1918-ban Zinovjevet Petrográdba nevezték ki főkormányzónak. Urickij meggyilkolása után a várost megtámadták Jugyenyics tábornok fehérgárdista csapatai. „Zinovjev csak feküdt a díványon és sóhajtozott”, írta Trockij. A Vörös Hadsereg végül megvédte a várost, noha Lenin előzőleg fel akarta adatni, hogy ezzel megrövidítsék a frontvonalat, de Sztálin, Trockij és Zinovjev végül meggyőzték. 
Lenin betegsége alatt Zinovjev aggódott, hogy Trockij lesz „Vlagyimir Iljics” utóda, ezért Kamenyevvel és Sztálinnal ellene szövetkeztek. Erről valószínűleg Lenin is tudott. Lenin 1924 januárjában meghalt, s a trojka nekilátott kiszorítani a pártból Trockijt. 1925-ben aztán fel is mentették hadügyi népbiztosi tisztéből. Zinovjev és Kamenyev is hamar szembekerült Sztálinnal. Beismerték, hogy a „trockistáknak” volt igazuk, már 1923-ban. 1926 áprilisától hallgatólagos szövetségesek lettek. Zinovjev maga mögött tudta ugyan az immár Leningrádra átkeresztelt város párttagságát, de az 1927-es november 7-e felvonuláson egy rohamcsapat, „azzal az ürüggyel, hogy megóvja a tömegtől, bezárta egy épületbe” (Trockij). Mivel november végén kitették az országból Trockijt, Zinovjev és Kamenyev az év végére összehívott XV. pártkongresszuson a mellét verte, visszavonta korábbi nézeteit. Ezzel együtt Zinovjevet kizárták a pártból.

## Utolsó évei (1927-36)

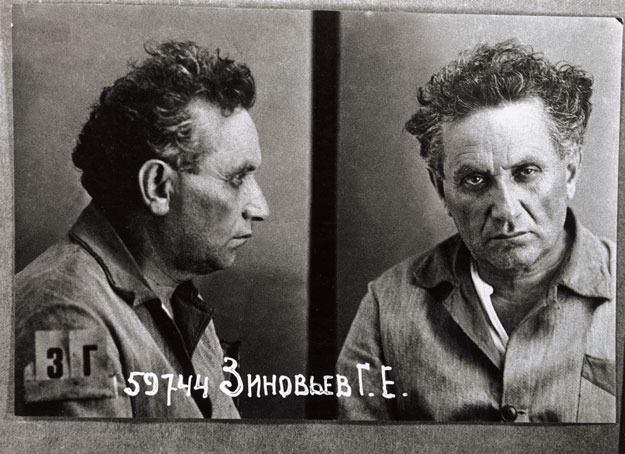
Zinovjev börtönbeli fényképe, 1935

A következő években Zinovjev szinte a perifériára szorult politikailag. 1933-ban börtönbe került, de innen még kiengedték. Ezután a Bolsevik című újságnál vállalt állást, és nagyban dicsőítette Sztálint. 1935 elején lecsukták, és tíz évre ítélték. Zinovjev a börtönből küldött levelében megírta Sztálinnak, hogy „kész vagyok bármit bevallani”. Így roppant udvariasan bánhattak vele. Ebből arra gondolt, hogy a pártba vissza a tárgyalótermen keresztül vezet az út. 1936 augusztusában került sor az első nagy koncepciós perre, a „tizenhatok perére”. Zinovjev volt a fő vádlott, rajta kívül Kamenyev és Szmirnov voltak az ászok. Beismerték bűnösségüket: összeszövetkeztek Adolf Hitlerrel és Trockijjal, megölték Szergej Mironovics Kirovot (leningrádi főtitkár 1934-ig), Gorkijt, Menzsinszkijt stb. (Szmirnov csak a Trockijjal való kapcsolatot ismerte be, a többit nem). Augusztus 25-én agyonlőtték.
Rehabilitálása már 1961-ben szóba került: Hruscsovot azonban Maurice Thorez meggyőzte, hogy ártana a Szovjetunió presztízsének, ha mindenkit egyszerre rehabilitálnának, akiket Sztálin alatt elítéltek. Zinovjev így formailag a XXVIII. pártkongresszusig áruló maradt és majd csak 1988-ban rehabilitálták.

## Művei magyarul
- Mit mond a 3. Internacionale a magyarországi proletárforradalomról? Zinovjev G. és Radek K. cikkei. A Kommunista Internacionale Nyugateurópai Titkárságának felhívása; bev., utószó Kun Béla; OKP M. Agit. Oszt. Közp. Irod., Moszkva, 1920 (Kommunista könyvtár)
- Zinovjev–Radek: Mit mond a III. Internacionálé a magyarországi proletárforradalomról? / A III. Internacionálé nyugateurópai titkárságának felhívása valamennyi ország proletárjához; bev., utóhang Kun Béla; Kommunisták Német-ausztriai Pártja, Wien, 1920
- Az orosz forradalom és a nemzetközi proletáriátus; ford. Rudnyánszky Endre; Az Oroszországi Kommunista Párt Magyar Csoportja, Moszkva, 1920 (Forradalmi írások)
- Az orosz forradalom és a nemzetközi proletáriátus; ford. Rudnyánszky Endre; Németországi Kommunista Párt Magyar Csoportja, Berlin, 1920 (Kommunista kiskönyvtár)
- A Kommunista Párt szerepe a proletárforradalomban; ford. Raab Nándor; O.K.P. Magyar Osztálya, Moszkva, 1920 (Kommunista könyvtár)